# Contea di Durham (Carolina del Nord)
La contea di Durham, in inglese Durham County, è una contea dello Stato della Carolina del Nord, negli Stati Uniti. La popolazione al censimento del 2000 era di 223 314 abitanti. Il capoluogo di contea è Durham.

## Storia
La contea di Durham fu costituita nel 1881.